# Tyrophagus casei
Tyrophagus casei är en spindeldjursart som först beskrevs av Oudemans 1910.  Tyrophagus casei ingår i släktet Tyrophagus och familjen Acaridae. Inga underarter finns listade i Catalogue of Life.